# 部民制
部民制（べみんせい）とは、ヤマト王権制度であり、王権への従属・奉仕の体制、朝廷の仕事分掌の体制をいう。関連する概念に伴制がある。

## 概説
王権への従属・奉仕、朝廷の仕事分掌の体制である。名称は中国の部曲に由来するともいう。その種類は極めて多く、大きく2つのグループに分けることが出来る。1つは何らかの仕事にかかわる一団で、もう1つは王宮や豪族に所属する一団である。
- 前者の例としては語部・馬飼部などがある。語部は、伴造（とものみやつこ）である語造（かたりべのみやつこ）氏に率いられ、古伝承を語り伝え、宮廷の儀式の場で奏上することをその職掌とした。
- 後者の例としては王族・額田部女王に属した額田部、豪族・蘇我臣や大伴連・尾張連に属した蘇我部や大伴部・尾張部などがある。ただし後述のように、朝廷に対する奉仕を媒介として設定される点では職業系の部と通底している。

律令制の実施に伴って廃止されていく。律令制の実施後の部称は、たんに父系の血縁を表示するだけの称号であるにすぎず、所属する集団との関係を示すものではない。

## 分類
今日の一般的な理解では、部は職業を軸とした職業部と、所属対象を軸とした豪族部および子代・御名代の2つのグループに分かれる。
職業部
具体的な職掌名を帯びる部のことで、それぞれ伴造に統率され、朝廷に所属する。海部（あまべ）・錦織部（にしごりべ）・土師部（はじべ）・須恵部（すえべ）・弓削部（ゆげべ）・麻績部（おみべ）・渡部（わたりべ）・犬養部（いぬかいべ）・馬飼部（うまかいべ）・鳥飼部（とりかいべ）・解部（ときべ）、大神部（おおみわべ、おおがべ）、物部（もののべ）などの例がある。
子代（こしろ）・御名代（みなしろ）
王（宮）名のついた部。舎人（とねり）・靫負（ゆげい）・膳夫（かしわで）などとして奉仕する。刑部（おさかべ）・額田部（ぬかたべ）・日下部（くさかべ、草香部）などの例がある。御名代には在地の首長の子弟がなる。子弟たちはある期間、都に出仕して、大王の身の回りの世話（トネリ）や護衛（ユゲヒ）、食膳の用意（カシハデ）にあたった。
豪族部
諸豪族の名を帯びる部。例として畿内の有力豪族巨勢臣の巨勢部・尾張連の尾張部・大伴連の大伴部・安曇連の安曇部・蘇我臣の蘇我部などがある。
これらを総称して、部ないし品部という（品は「しなじな」、すなわち「諸々」の意）。
こういった分類は便宜的なもので、このように截然と区別・区分されるわけではない。例えば土師部は、土師器を作るという職業部であると同時に、土師氏という豪族の名を帯びる豪族部でもある。
蘇我部・大伴部といえども、各豪族の所有民ではなく、彼らが王権を支える臣・連として朝廷組織のなかにその位置を占めていたために管掌を認められたものである。
部はいずれも、その管掌者である伴造の管掌民であると同時に、朝廷によって設定された部でもあった。ある豪族に率いられる側面が強調されるときそれは部曲（カキ）と呼ばれ（垣根で囲われるが如く分割管掌されるため）、朝廷とのかかわりという側面から見れば豪族部も名代もみな部（ベ）となる。朝廷所属の「部」と別に純然たる豪族私有民としての「部曲」が存在したわけではない。職業部・豪族部とは一つの実体の二側面にすぎないのである。

## 歴史

### 発生
ヤマト政権の豪族層は、ウジと呼ばれる組織を形成していた。ウジの組織は5世紀末以降の史料から確認できる。広範に整備されるのは6世紀のことである。
ウジは血縁関係ないし血縁意識によって結ばれた多くの家よりなる同族集団であったが、同時にヤマト政権の政治組織という性格をもっていた。
中央・地方のウジは、大王との間に隷属・奉仕の関係を結び、それを前提にして氏のリーダーは朝廷における一定の政治的地位や官職・職務に就く資格と、それを世襲する権利を与えられた。またその出自や政治的地位・官職の高下・職務内容の違いに応じてカバネを賜与され、部民（べみん）の管掌を認められたのである。
カバネには臣・連・伴造・国造（くにのみやつこ）などがある。臣・国造がそれぞれの地域を基盤とする首長であったのに対し、連・伴造は大伴氏・物部氏など、トモとしての職掌が本質であった。
5世紀頃には、畿内及びその周辺の中小豪族をトノモリ（殿守）・モヒトリ（水取）・カニモリ（掃守）・カドモリ（門守）など、宮廷の各種の職務を世襲的に分掌する「トモ」として、大王のもとに組織する体制が成立していた。そのようなトモ制の拡大・発展の結果、5世紀後半には、さらにトモノミヤツコ（伴造）がトモ（伴）を率いるという体制も整備された。稲荷山鉄剣にみえるヲワケも、トモとしての「杖刀人」集団を率いる伴造であったとみられる。
雄略朝においては杖刀人のほか、日本書紀にも宍人・手人・湯人・養鳥人などが、また、江田船山古墳出土の銀象嵌銘大刀銘に「典曹人」が見え、部制の前身の「人制」が行われていた。これが部制になるとき、例えば養鳥人は鳥養（飼）部というように、日本語の語順（目的語ー動詞）になった。

### 普及
大和政権は朝鮮半島情勢の緊迫化に伴って、磐井の乱後に、屯倉制や部民制を列島中に拡げていった。とくに乱後の九州では、軍事的部民が設置された。大和政権は、肥後地方に日下部・壬生部・建部・久米部などに軍事的部民を設置した。物部関係では、筑紫・豊・火に及ぶが特に筑紫に多い。大伴関係では、筑紫・豊・火に分布するものの密度は低い。
松江市の6世紀後半の岡田山1号墳から出土した鉄刀に「額田部臣」銘が刻まれていた。出雲地方に部民が設定されていたことが分かる。額田部については、地域の首長額田部臣が部民を統率して額田部皇女、後の推古天皇の宮に奉仕していたと考える説もある。が、推古の名代は桜井豊浦宮に由来する桜井部である（先代崇峻の名代が倉橋柴垣宮に由来する倉橋部であるのと同様）。○○部は○○皇子（女）のためのものであって、○○部皇子（女）のために設定されるものではない。従って額田部は、額田皇子（女）の名代とすべきである。出雲地域ではこのほかにも『出雲風土記』意宇（おう）郡舎人郷条に欽明朝の時日置（へき）臣志毘（しび）が大舎人となったこと、神門（かむど）郡日置郷条にもおなじく欽明朝の時日置伴部が派遣されてきて「政」を行ったことなどの伝承があり、欽明朝の頃に部民制支配が確立したと考えられている。なお、額田部臣の「臣」は、国造の出雲臣と同族であることを示すものである。

### 終焉
律令制の実施に伴い部は廃止されていき、称号としての性格をもつようになった。670年（天智9）の庚午年籍（こうごのねんじゃく）以後、すべての人民が戸籍に登録されるようになると、部称は個人の姓として残され、以後は代々父系によって継承されることになったのである。
律令制下では新たに諸司に品部・雑戸制として編成された。武器・奢侈品生産、特殊技芸奉仕など、特殊技能を確保するため、それらに携わった旧部民を各種の品部・雑戸として諸官司に隷属させ、課役の免除・軽減と引替に世襲的に工房への上番、生産物の貢納や技芸伝習にあたらせた。畿内近国に置かれ、その数4000戸以上。中核は主として軍事関係の生産に従事した雑戸にある。雑戸は品部とともに良民とされながらも雑戸籍につけられ、一般公民よりも賤視された。
品部の種類と戸数はつぎのとおり。図書寮の紙戸五十戸、雅楽寮の楽戸（伎楽四十九戸・木登八戸・奈良笛吹九戸）、造兵司の雑工戸（爪工十八戸・楯縫三十六戸・幄作十六戸）、鼓吹司の鼓吹戸（大角吹）二百十八戸、主船司の船戸（船守戸）百戸、主鷹司の鷹戸（鷹養戸）十七戸、大蔵省の狛戸（忍海戸狛人五戸・竹志戸狛人七戸・村々狛人三十戸、宮郡狛人十四戸・大狛染六戸・衣染二十一戸・飛鳥沓縫十二戸・呉床作二戸・蓋縫十一戸・大笠縫三十三戸・鞍作七十二戸）、漆部司の漆部（漆部十五戸・泥障十戸・革張四戸）、織部司の染戸（錦綾織百十戸・呉服部七戸・川内国広絹織人等三百五十戸・緋染七十戸・藍染三十三戸）、大膳職の雑供戸（鵜飼三十七戸・江人八十七戸・網引百五十戸・未醤二十戸）、大炊寮の大炊戸二十五戸、典薬寮の薬戸七十五戸・乳戸五十戸、造酒司の酒戸百八十五戸、園池司の園戸三百戸、土工司の泥戸五十一戸、主水司の氷戸（水戸か）百四十四戸。
これらの品部は恒常的な常品部（つねのしなべ）と臨時に一般公民を差発した借品部（かりのしなべ）の二系統に分けられ、前者は雑戸のごとき特殊技能者集団的性格を有したが、後者は徭役労働的性格が強い。これらの品部は畿内とその周辺に居住し、狛戸・染戸の一部が毎年料物を貢進した以外は、すべて諸司の工房や官園などに上番して労役に服した。上番には番をなして一定期間服役するものと、臨時に召役されるものとがあり、いずれもその服役状態に応じて課役・雑徭の全部または一部が免除され、兵役もゆるされた。
雑戸は手工業を中心とする技術によって、特定の官司に所属する集団。百済手部（くだらのてひとべ）、雑工戸、甲作（よろいつくり）、鍛（かぬち）戸、筥戸、飼戸などがある。
8世紀半ば以降,生産力の発展を背景に急速に品部・雑戸制の解体が進み、延喜式制ではごく一部を残すのみとなっている。

## 各地域の部

### 吉備
吉備における部民を古代の文献や木簡に現れる氏姓を調べると、部民の中核御名代（みなしろ）は、健部（たけるべ）・伊福部（いふきべ）・宇治部（うじべ）・額田部（ぬかたべ）・日下部（くさかべ）・矢田部（やたべ）・丹比部（たじひべ）・刑部（おさかべ）・軽部（かるべ）・白髪部（しらかべ）・石上部（いそのかみべ）・小長谷部（おはつせべ）・私部（きさいべ）・壬生部（みぶべ）がある。これらの部は5～6世紀の大王ごとに設置され、御名代として大王の宮廷に奉仕した。
現在の広島県庄原市・比婆郡では刑部・春日部・物部、三次市・双三郡では私部・刑部・額田部、福山市周辺には服部・矢田部・品治部・春部などの設置が想定されている。

### 安芸
広島湾から太田川流域にかけて佐伯部・大伴部・若桜部・伊福部、江の川上流の可愛川流域には壬生部・品治（ほむち）部・丹比（たじひ）部・御使（みつかい）部、島嶼部に海部・倉橋部などの設置が想定されている。

## 大陸における部
高句麗（紀元前1世紀 - 668年）　
高句麗は当時、卒本（忽本）を中心地として、那、または奴とよばれる多数の地縁的な政治集団を形成していたが、那集団の各首長は首長連合として、左部、後部、西部、前部、黄部の高句麗五部を形成した。高句麗人が渡来した際、やはり部名を氏姓として「前部安人」のように名乗っているのは部民制と同じである（渡来後にさらに俗姓を賜る場合もある）。
新羅（紀元前57年 - 935年）
新羅では、喙部、沙喙部、牟梁部、本彼部、習比部、漢岐部の6地域が新羅六部と呼ばれ勢力を持っていたところ、500年即位の第22代の王智証麻立干が新羅の国号を定め、514年即位の法興王が17等級の官位を設けたとされている。
百済（4世紀前半 - 660年）
百済には中央官制として、内臣・内頭・内法・衛士・朝廷・兵官の六佐平と官司二十二部を置く部司制（ぶしせい）が敷かれていたことが百済本記、旧唐書、周書、三国史記、日本書紀などに記録されている。
北魏（386年 - 534年）　
中国大陸で五胡（匈奴・鮮卑・羯・氐・羌）を統一して北魏などの王朝を建てた鮮卑には拓跋部・慕容部・段部・宇文部（匈奴系）などの部族（氏族）があり、北魏文化と日本文化との間には、法隆寺の仏像様式をとっても数多くの関連があることが指摘されている。用字は、『日本書紀』の用字よりも、聖武天皇期の『古事記』の用字と比較的似ている。
隋（581年 - 618年）・唐（618年 - 907年）
隋・唐は北魏と同じく建国に鮮卑の影響があり、政治機構として三省六部がおかれた。特に礼部は、国家試験である科挙をおいた教育制度や倫理・道徳、外交を司る礼制を司掌していた。礼制は後世にも伝わり、大清帝国の時代にも朝鮮外交や日本外交に影響を与えている。